# Fast-Chevrolet
El Fast-Chevrolet, conocido popularmente por su apelativo, Trueno Naranja, es un prototipo de carreras, diseñado para correr en la categoría Turismo Carretera, durante los años 60. Es un coche montado sobre un chasis reticulado artesanal y motorizado con un motor Chevrolet de 250 pulgadas cúbicas y 7 bancadas. Si bien, el reticulado que forma su chasis fue diseñado por Pedro Campos, el cual se basó en un Lotus Seven, está anotado en los registros automotrices con la marca Chevrolet. Había sido creado primitivamente por la carrocera Baufer como el Prototipo Baufer Ford F-100 y su preparador fue Horacio Steven. Su piloto Carlos Pairetti, fue quién obtuvo el campeonato de 1968 del Turismo Carretera con esta máquina. Su nombre es una connotación del diseño tipo fastback que tiene el coche, mientras que el apelativo Trueno Naranja, hacía alusión al color y la velocidad con la que se desempeñaba el coche. Del campeonato de 1968, tomaron parte dos unidades Fast-Chevrolet, siendo la primera el coche manejado por Pairetti, mientras que la segunda unidad fue un Fast-Chevrolet pintado de color dorado, que fuera manejado por Oscar Espinosa Fangio. Este segundo coche, fue conocido con el seudónimo de Trueno Dorado.

## Historia

### De la tragedia a la leyenda

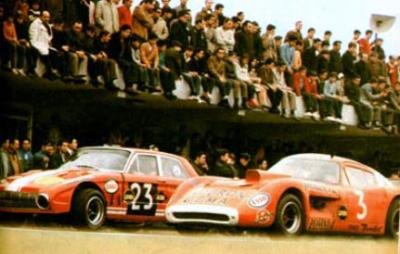
El Fast-Chevrolet, enfrentando al Falcon F-100.

En la década del '60, el parque automotor del Turismo Carretera comenzaba a poblarse de coches desarrollados a partir de automóviles compactos, o prototipos artesanales con mecánica de coches de serie. La idea de Ford de preparar un prototipo se vio manifestada en un vehículo fabricado íntegramente por Baufer, montado sobre un chasis artesanal de caños reticulados y de cuya atención fueron requeridos los servicios de Horacio Steven. En un principio, este coche iba a ser el arma del equipo oficial Ford, para encarar estos campeonatos. De hecho, venían equipados con motores V8 de Ford F-100. Sin embargo, este prototipo tuvo resultados muy malos. Tanto, que llegaron a cobrarse las vidas de Oscar Cabalén y su ocasional acompañante, Guillermo Arnaiz, en el circuito de San Nicolás. Después de estos accidentes trágicos, Ford decidió retirarle el apoyo oficial a Horacio Steven, para dárselo a otro gran prepardor: José Miguel Herceg, "el polaco".
Esta situación, sin embargo, fue aprovechada por el piloto Carlos Pairetti, quién vio en el prototipo un coche ideal como para derrotar a los Torinos preparados por Oreste Berta. Para ello, le planteó a Steven la posibilidad de preparar un coche con mecánica de Chevrolet, para lograr su cometido: Un Trueno.
El Trueno Naranja no era más que la evolución de ese prototipo creado por Baufer para el Equipo Oficial Ford y que fuera atendido por Steven. Pero debido a los trágicos accidentes de Oscar Cabalén y Atilio Viale del Carril (Murió su acompañante y él resultó muy malherido), este modelo fue descartado y reemplazado por los Falcon F-100. 
Con respecto al "Baufer Ford", al Trueno Naranja se le realizaron varias modificaciones. En lo que respecta al exterior, su trompa fue totalmente modificada. Primero, se eliminaron los buches de alojamiento de los carburadores Weber de los motores Ford. Segundo, se elminaron las tomas laterales de refrigeración de los frenos, logrando ensanchar la carrocería uns 7 cm, evitando que las ruedas sobresalgan. En la parte interna, una de las modificaciones más importantes que se realizó fue el cambio de posición de los tanques de nafta. El "Steven Ford" los llevaba a ambos lados de la puerta, lo que lo convertía en una bomba de tiempo sobre ruedas. Estos fueron reubicados detrás de los asientos. Y volviendo a la parte externa, como novedad, en la cola del auto se agregó un spoiler en forma de "cola de pato". Fue el primer coche en poseerla. Este spoiler daba una excelente carga aerodinámica generando una buena adherencia del tren trasero. Su habitáculo estaba fabricado en chapa y su trompa y cola en plástico, a diferencia del viejo modelo, que estaba hecho de un material altamente inflamable. 
Como curiosidad, venía con el volante ubicado en la parte derecha del torpedo, algo que se había dejado de ocupar luego de que en la Argentina se adoptara el uso del carril derecho como vía transitable. Esta normativa, obligaba a las automotrices a fabricar los autos con el volante ubicado a la izquierda.

### El origen de la leyenda
Luego de que en 1967 Eduardo Copello obtuviese el campeonato de Turismo Carretera a bordo de un imbatible Torino, preparado por Oreste Berta, en 1968 hizo su presentación un prototipo, diseñado por Heriberto Pronello y con preparación de Oreste Berta: La Liebre MkII Torino. Carlos Pairetti, quien había peleado el campeonato a bordo de un prototipo Barracuda-Chevrolet, consideró que el mismo ya no estaba a la altura del nuevo automóvil. 
Fue así que al conocer que Horacio Steven aún conservaba en su taller los restos de sus fallidos Baufer Ford F-100 y que habían sido desechados por Ford tras los trágicos sucesos del '67, Pairetti se acercó al taller de Steven para plantearle sus ideas sobre como debía ser el coche ideal que derrote a las Liebres MkII. El resultado fue un coche sumamente competitivo e impactante por sus formas aerodinámicas.
Una vez que el coche estuvo armado, a la hora de pintarlo se dieron cuenta de que era demasiado tarde y que al día siguiente debían presentarlo en pista. 
Según palabras de Carlos Pairetti: "Eran las 2 de la mañana y a esa hora ninguna pinturería estaba abierta. Fue así que se decidió buscar algo de pintura en el taller, y encontraron tres colores de pintura de un litro cada una: Roja, Amarilla y Blanca. El resultado de la mezcla de estos colores fue un Naranja chillón, muy lindo y muy llamativo, que sin embargo no pudieron volver a repetir. Más tarde, General Motors hizo su aporte, al sacar a la venta una serie de vehículos con un color naranja de serie, que fue usado para restaurar los colores del auto."
"El Trueno Naranja salió del nombre con el que lo llamaba José Tomás Onetto, un periodista deportivo que cubría las carreras para el Diario Clarín. Fue entonces que de ese apodo salió el nombre del auto."

### El desarrollo del coche
Luego del retiro de apoyo por parte de Ford a Horacio Steven, Carlos Pairetti, se acercó a su taller donde se conservaban los prototipos. Luego de una larga charla, Pairetti logró convencer a Steven de preparar los autos con motores Chevrolet de 250 pulgadas cúbicas.
La decisión de Pairetti por correr con este coche, se dio a que los prototipos que venía manejando (Barracuda, Liebre I) ya no estaban a la altura de las poderosas Liebres MkII de Oreste Berta. Además, la elección del motor "250" por el "230" que se venía usando, obedeció a que el mismo, no solo era más potente, sino que llegaba más rápido a su máxima potencia y tenía más salida. Tal es así que con una multiplicación de 3,08 a 1, el "250" necesitaba 1500 metros para hacer 6000 rpm, mientras que el "230" necesitaba 3000 metros para llegar a la misma cantidad de revoluciones.

### El debut del equipo oficial y la llegada del Trueno Dorado
El equipo "Auto Competición S.C.A.", propiedad de Horacio Steven, fue el encargado de poner en pista al Trueno Naranja. Además de su director, el equipo estaba formado por Pedro Campo, quien diseñó el chasis, suspensiones y carrocería del Trueno; Rodolfo Fraga, del departamento técnico-práctico; Jorge Arcuri, bocetista, proyectista y dibujante; Alberto Maranga, proyectista; Jorge Rama, constructor de los chasís y Carlos Mourelos, mecánico. La motorización de la unidad estaba a cargo del equipo profesional de General Motors, al comando del Ingeniero Ricardo Félix Joseph, entre los que se encontraba dos técnicos mecánicos que a futuro pasarían a la historia del TC por sus títulos obtenidos como preparadores: Jorge Pedersoli y Omar Wilke. Una vez terminado, el coche fue bautizado como Fast-Chevrolet, haciendo alusión al diseño estilo fastback de la parte trasera del coche.
El debut se produjo el 23 de junio de 1968, en las "250 millas de Buenos Aires", resultando Pairetti el más veloz en la clasificación. Durante el desarrollo de la carrera, el Trueno Naranja venía liderando, hasta que se produjo la rotura del diferencial trasero.
Según palabras de Horacio Steven: "El auto fue equipado con frenos y pastillas nuevas. Con respecto al diferencial trasero existían dudas. Al final, se rompió y ahora nos pondremos a trabajar en el rediseño del mismo."
Mientras tanto, para la carrera siguiente se venía una novedad: El Trueno Naranja no iba a estar solo. A su lado, Horacio Steven venía preparando otro prototipo: El Trueno Dorado. El mismo, venía con todas las características técnicas del Trueno Naranja, con la diferencia de que fue equipado desde el arranque con el nuevo diseño de diferencial trasero. El Trueno Dorado fue entregado en pista a Oscar Fangio, sobrino del múltiple campeón mundial de Fórmula 1, Juan Manuel Fangio.

### Las victorias y el Campeonato de 1968

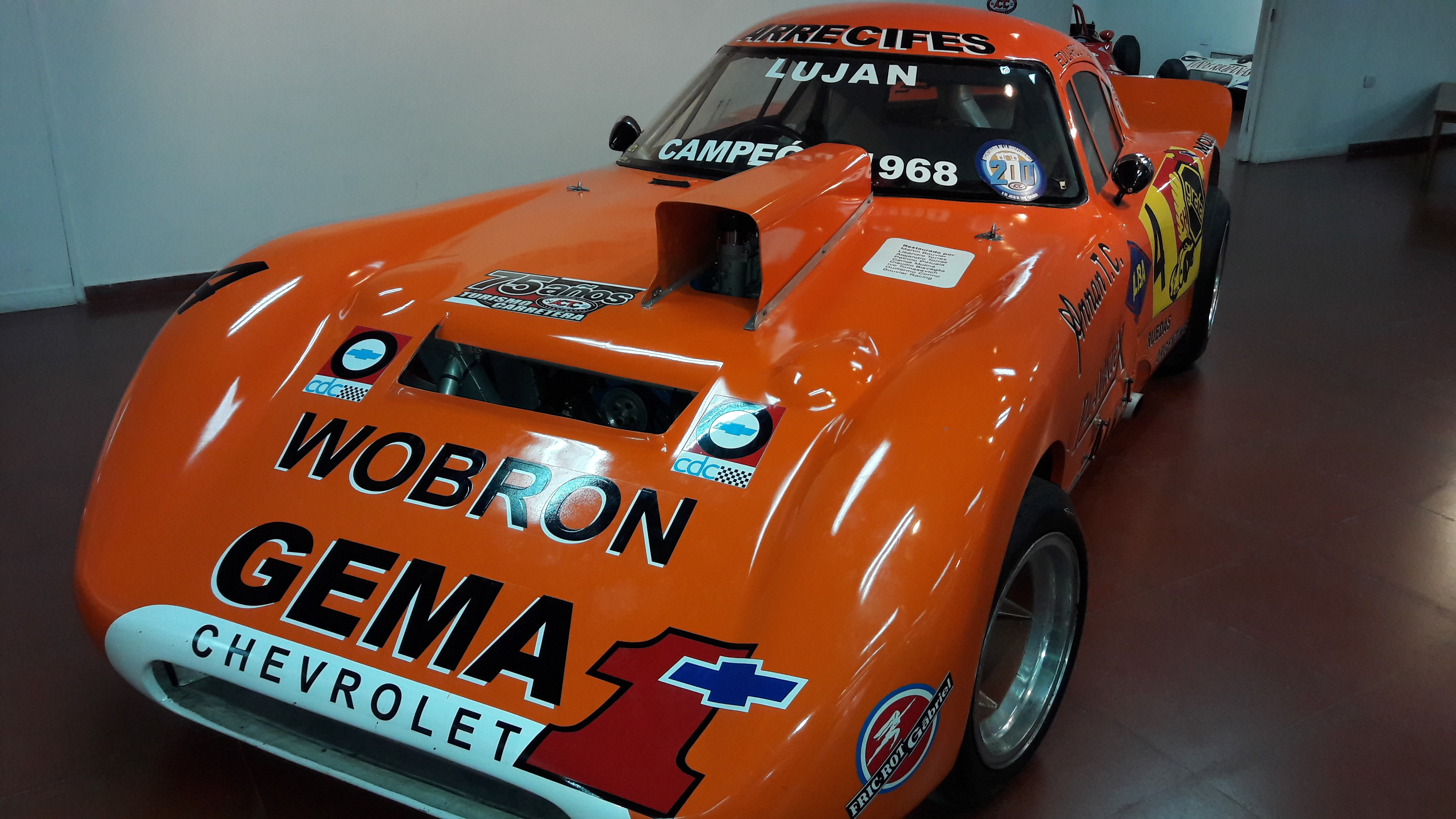
Trueno Naranja con el que Pairetti obtuvo el título de 1968, en el Museo de Bellas Artes de Luján.

Luego de este abandono, la escuadra se reorganizó y presentó el coche en la carrera de Alta Gracia, al mes siguiente. El resultado fue favorable, derrotando Pairetti a Carlos Marincovich con su prototipo Martos-Chevrolet (Prototipo también conocido como Chevytres, fabricado por Francisco "Paco" Martos y atendido en pista por José Froilán González). Con este resultado, Carlos Alberto Pairetti se ponía a 1,5 puntos del puntero Héctor Gradassi. Un mes más tarde, el 18 de agosto de 1968, Pairetti volvía a consagrarse en Alta Gracia y pasó a liderar el Campeonato con 2,5 puntos de ventaja sobre Gradassi. Ese día la dupla Pairetti-Trueno ganó todo: Clasificación, series y Carrera final embolsando una suma de $755.000 de premios.
Luego de estas victorias, volvieron los abandonos. Al "Nene" Néstor García Veiga, le tocó la responsabilidad de tripular el Trueno Naranja, porque Pairetti viajó a Europa para arreglar su incorporación a la Fórmula 2 Europea. El 11 de septiembre de 1968, corrió la carrera de Buenos Aires, donde debió abandonar. Luego de este viaje, Pairetti volvió a subirse al Trueno Naranja para competir en el circuito rutero de Allen, donde también debió abandonar, el 22 de septiembre.
Pero luego de estos abandonos, el Trueno volvía a la senda victoriosa el 29 de septiembre, esta vez en el circuito de Buenos Aires. Sin embargo, a la carrera siguiente volvía a desertar por un problema en el radiador. Fue el 6 de octubre en el autódromo "El Zonda". El ganador de esa competencia fue Eduardo Copello, pero Pairetti mantenía una ventaja de 6 puntos sobre Héctor Gradassi.
Luego de la carrera siguiente, el ACA decidió reemplazar el Gran Premio Coronación, por un Torneo Triangular que se inició el 3 de noviembre, en el Autódromo de Rafaela. Esa competencia fue un concierto de Chevrolet, ya que su ganador fue Carlos Marincovich a bordo del Chevytres, Carlos Pairetti finalizó segundo con el Fast-Chevrolet y Oscar Fangio terminó tercero con el segundo Fast, los tres prototipos impulsados con motores Chevrolet. Ese día marcó el debut del coche apodado Trueno Dorado, acompañando al Trueno Naranja en su batalla con las Liebres MkII. Con este resultado, Pairetti estiraba a 8 los puntos de ventaja sobre Gradassi.
La segunda carrera de este triangular tuvo lugar el 17 de noviembre, en el autódromo de Alta Gracia, donde Eduardo Copello hizo valer la localía de su equipo al adjudicarse la carrera. Carlos Pairetti finalizó segundo y mantuvo la ventaja de 8 puntos al frente del torneo, solo que ahora su perseguidor era Copello.
Finalmente, todo se definió el 24 de noviembre de 1968, cuando nuevamente en el Autódromo de Buenos Aires, Pairetti, Copello y Gradassi volvían a verse las caras. La competencia se desarrollaría en dos series, en las cuales Pairetti se adjudicó la primera, llegando Copello segundo y con chances todavía de alzarse con el título. Sin embargo, la definición llegó antes de dar el verde de la segunda serie, porque en la grilla de largada sorpresivamente Eduardo Copello se bajó de su Liebre, se acercó al Trueno de Carlos Pairetti y le estrechó la mano diciendolé:
"Carlos, corré tranquilo porque sos el campeón. Tengo el motor fundido y no voy a llegar."
Al largar la carrera, Pairetti se dejó superar por Copello hasta que en la cuarta vuelta, el motor de Copello dijo basta y explotó. La carrera la terminó ganando Pairetti siendo escoltado por "Cacho" Fangio con el Trueno Dorado. Este resultado fue más que suficiente para Pairetti, quién se alzó con el título con 17 puntos de ventaja sobre Copello.

### El ocaso en 1969
En 1969, Carlos Pairetti intentó defender su título a bordo del Trueno Naranja, sin embargo, las huestes de IKA respondieron con una nueva arma letal: La Liebre MkIII Torino. Este modelo, fue presentado ese año por el piloto Gastón Perkins, quien a la postre terminaría consagrándose campeón ese año. Al comprobar que nada podía hacer frente al poderío de esta nueva máquina, Pairetti decidió atacar con las mismas armas cambiando el Trueno Naranja por una Liebre MkIII, a la cual motorizó con un impulsor Chevrolet. Fue así que de esta forma crearía a la Nova Naranja, modelo cuyo nombre surgía del nombre original con el que Heriberto Pronello bautizó a este prototipo, manteniendo su característico color naranja. Mientras tanto, el Trueno pasó a ser piloteado por Néstor García Veiga, quién no pudo repetir el éxito de Pairetti al volante de esta unidad. Con 4 triunfos y un campeonato ganado, la historia del Trueno Naranja se cerró dejando una huella imborrable en la historia del Automovilismo Nacional y del Turismo Carretera.

## Actualidad
Tras haber finalizado el campeonato del año 1969, el Fast-Chevrolet fue adquirido en 1971 por el expiloto y preparador de coches de carrera Eduardo Bouvier, residente en la localidad de Luján, Provincia de Buenos Aires. Este corredor, había adquirido la unidad con la que Pairetti se había proclamado campeón en 1968 de Turismo Carretera y había destinado su uso para competir en la novel categoría de Sport Prototipo Argentino. Una vez con el coche en su poder, Bouvier le practicó diferentes reformas con el fin de lograr mejorar su rendimiento, llegando a recortarle el techo. Sin embargo, tras dos competencias donde no alcanzó los resultados esperados, decidió retirar el coche de las competencias y guardarlo en su taller particular en la localidad de Luján.
El retiro de este coche de las competiciones, sumado a la reserva de Bouvier a mostrarlo en público, permitieron que en el ambiente comiencen a generarse diferentes suspicacias en torno al destino final del coche, las cuales siempre fueron respondidas por el preparador con la exhibición de los documentos que lo acreditaban como su propietario. Sin embargo, tras el anuncio de la creación de una réplica de este coche por parte de un grupo de alumnos de la Universidad Tecnológica Nacional de la ciudad de Balcarce, finalmente Bouvier accedió a mostrar el coche en público, iniciando al mismo tiempo la restauración del mismo, con vistas a los festejos que la Asociación Corredores de Turismo Carretera había programado en el año 2011, con el fin de conmemorar los 75 años de su fundación. Este trabajo se vio facilitado por el propio Bouvier, quien conservaba en su taller las piezas originales del coche, las cuales a su vez oficiaban de decorado en las paredes de su taller.
Una vez consumado su trabajo, finalmente el reestreno del Trueno Naranja se produjo en la Caravana del 75.º Aniversario organizada por la ACTC, en la cual fueron convocados los pilotos y propietarios de los coches que participaran a lo largo de la historia del Turismo Carretera.

## Características técnicas
| DISTANCIA ENTRE EJES     | 2.600mm |
| TROCHA DELANTERA         | 1.400mm |
| TROCHA TRASERA           | 1.480mm |
| PESO                     | 1.230kg |
| DISTRIBUCIÓN DE PESOS    | 60,5% atrás y 30,5% adelante                                                                                      |
| CHASIS                   | Reticulado especial de tubos de acero SAe 1010 con costura. Estructura mixta, la carrocería trabaja con el chasis |
| LARGO TOTAL              | 4.750mm |
| ANCHO TOTAL              | 1.840mm |
| ALTURA TOTAL             | 1.270mm |
| COEFICIENTE AERODINÁMICO | 0,22 |
| MOTOR                    | Chevrolet 250 de 7 bancadas                                                                                       |
| ------------------------ | --- |

## Palmarés

### Carreras Ganadas
| Fecha    | Autódromo                 | Ciudad       |
| -------- | ------------------------- | ------------ |
| 14/7/68  | Autódromo Oscar Cabalén   | Córdoba      |
| 18/8/68  | Autódromo Oscar Cabalén   | Córdoba      |
| 29/9/68  | Autódromo de Buenos Aires | Buenos Aires |
| 24/11/68 | Autódromo de Buenos Aires | Buenos Aires |
| 25/05/69 | Autódromo de Buenos Aires | Buenos Aires |
| 12/10/69 | Vuelta de San Nicolás     | San Nicolás  |

6 Carreras ganadas entre 1968 y 1970

### Títulos
| Título  | Categoría         | Piloto          | Año  |
| ------- | ----------------- | --------------- | ---- |
| Campeón | Turismo Carretera | Carlos Pairetti | 1968 |